# Bucculatrix pseudosylvella
Bucculatrix pseudosylvella is een vlinder uit de familie ooglapmotten (Bucculatricidae). De wetenschappelijke naam is voor het eerst geldig gepubliceerd in 1941 door Rebel.
De soort komt voor in Europa.